# ديانا سانتوس
ديانا سانتوس (بالإسبانية: Diana Santos)‏ هي ممثلة مكسيكية، ولدت في 9 يونيو 1948 في مدينة مكسيكو في المكسيك.

## وصلات خارجية
- ديانا سانتوس على موقع IMDb (الإنجليزية)
- ديانا سانتوس على موقع قاعدة بيانات الفيلم (الإنجليزية)